# Canada ai Giochi della XVI Olimpiade
Il Canada ha partecipato ai Giochi della XVI Olimpiade che si sono svolti a Melbourne dal 22 novembre all'8 dicembre 1956 
ed a Stoccolma dall'11 al 17 giugno dello stesso anno (solo per gli eventi equestri) 
con una delegazione di 96 atleti, di cui 15 donne, impegnati in 15 discipline,
aggiudicandosi 2 medaglie d'oro, 1 medaglia d'argento e 3 medaglie di bronzo.

## Medagliere

### Per discipline
| Sport       | Oro | Argento | Bronzo | Totale |
| ----------- | --- | ------- | ------ | ------ |
| Canottaggio | 1   | 1       | 0      | 2      |
| Tiro        | 1   | 0       | 1      | 2      |
| Equitazione | 0   | 0       | 1      | 1      |
| Tuffi       | 0   | 0       | 1      | 1      |
| Totale      | 2   | 1       | 3      | 6      |

### Medaglie
| Medaglia | Atleta | Sport       | Evento                      |
| -------- | --- | ----------- | --------------------------- |
| Oro      | Archibald McKinnon Lorne Loomer Walter D'Hondt Donald Arnold                                                                        | Canottaggio | Quattro senza maschile      |
| Oro      | Gerry Ouellette | Tiro        | Carabina 50 metri a terra   |
| Argento  | Philip Kueber Dick McClure Robert Wilson David Helliwell Wayne Pretty Bill McKerlich Douglas McDonald Lawrence West Tim. Carl Ogawa | Canottaggio | Otto maschile               |
| Bronzo   | John Rumble Jim Elder Brian Herbinson                                                                                               | Equitazione | Concorso completo a squadre |
| Bronzo   | Gil Boa | Tiro        | Carabina 50 metri a terra   |
| Bronzo   | Irene MacDonald | Tuffi       | Trampolino femminile        |

## Risultati

### Pallacanestro
| Atleta | Classifica |
| --- | ---------- |
| V · D · M Nazionale canadese - Pallacanestro ai Giochi della XVI Olimpiade 3 Macintosh · 4 Brown · 5 Brinham · 6 Wild · 7 Bissett · 8 Osborne · 9 Stulac · 10 Stuart · 11 Pickell · 12 McLeod · 13 Burtwell · 14 Lucht · All. Lance Hudson | 9°         |
| Nazionale canadese - Pallacanestro ai Giochi della XVI Olimpiade |            |
| 3 Macintosh · 4 Brown · 5 Brinham · 6 Wild · 7 Bissett · 8 Osborne · 9 Stulac · 10 Stuart · 11 Pickell · 12 McLeod · 13 Burtwell · 14 Lucht · All. Lance Hudson                                                                            |            |